# Khoïsan
Cet article concerne l'ethnonyme « Khoïsan ». Pour la famille de langues, voir Langues khoïsan.
Khoïsan est un terme servant à désigner conjointement deux groupes ethniques autochtones d'Afrique australe qui partagent des caractéristiques génétiques et linguistiques les distinguant des populations bantoues aujourd'hui majoritaires dans la région. Culturellement, les Khoïsan se divisent entre les chasseurs-cueilleurs San, appelés aussi « Bochimans » (de l'anglais Bushmen) et les pasteurs Hottentots, qui se désignent aussi comme Khoikhoi . Les San forment la population autochtone d'Afrique australe, les Khoïkhoïs étant arrivés beaucoup plus tard.
Les Bantous, venus du centre et de l'est du continent, quant à eux, arrivent dans la région vers 500 ap. J.-C. ; ils dominent et chassent les Khoïkhoï et les San pour devenir la population dominante. Il semblerait qu'au fil du temps, des Khoïkhoï aient abandonné leur mode de vie pastoraliste pour adopter le mode de vie de chasseur-cueilleur des San, probablement à cause d'une sécheresse climatique ; cela les aurait fait considérer comme des San. De la même manière, les bantous Damaras, dans leur migration vers le sud, auraient abandonné l'agriculture pour adopter l'économie des San.
Il reste de nombreux Khoïsan dans les zones arides de la région, notamment dans le désert du Kalahari.

## Histoire

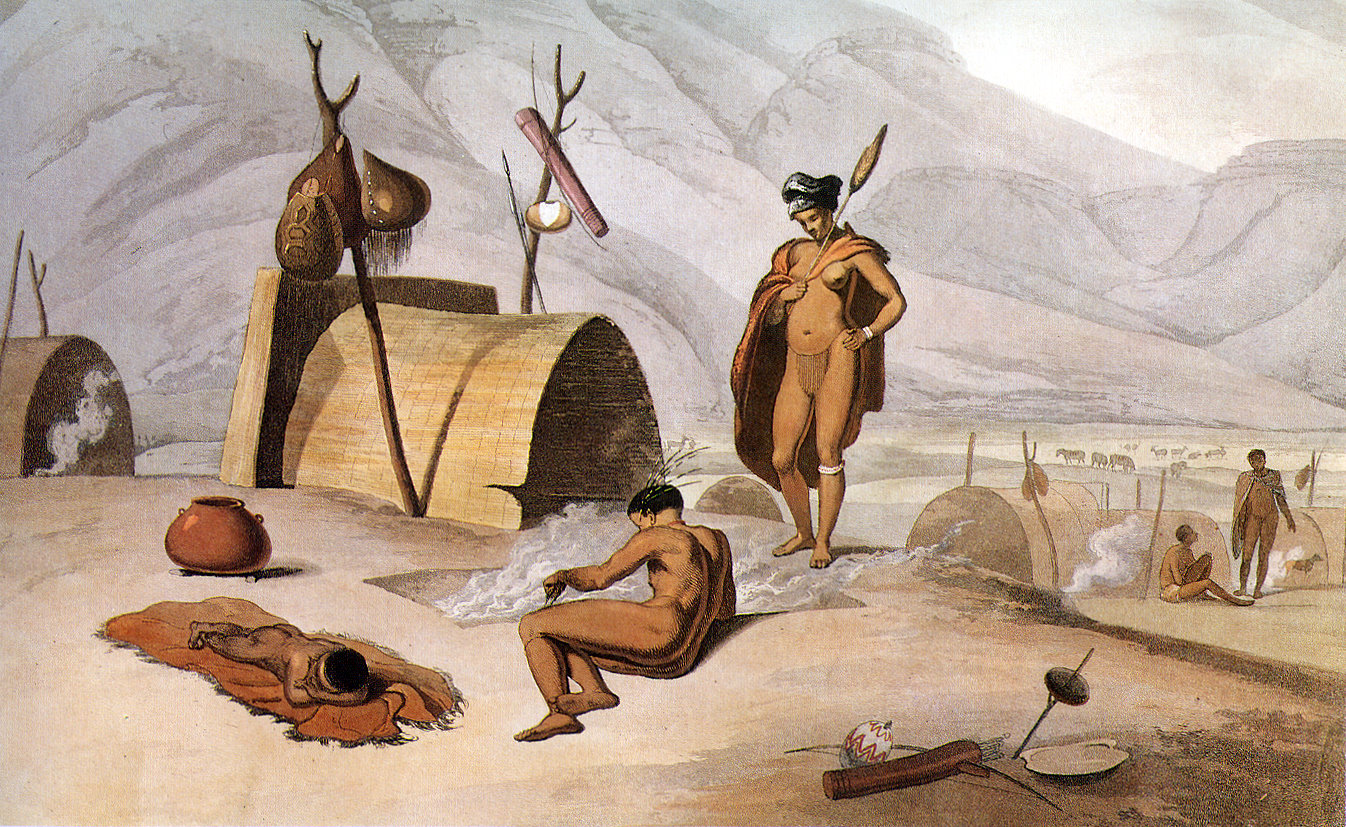
Khoisan faisant griller des sauterelles, 1805. Aquatinte par Samuel Daniell.

Dès le début du Paléolithique supérieur, des chasseurs-cueilleurs, relevant de la culture Sangoen, occupent le sud du continent africain dans des endroits où les précipitations annuelles sont inférieures à un mètre. Ces populations du Late Stone Age sont les ancêtres des habitants actuels du désert du Kalahari ; les Khoïkhoï et San actuels ressemblent aux restes de squelettes qu'elles ont laissé. Les populations Khoïsan d’Afrique australe acquièrent des moutons et du bétail quelques siècles avant l'arrivée des Bantous. Les études génétiques montrent que l'ascendance des Khoïsans était davantage présente autrefois plus au Nord et à l'Est de l'Afrique qu'elle ne l'est actuellement. 
Les Bantous arrivent vers 500, détenteurs de compétences avancées en agriculture, développées depuis au moins 2000 av. J.-C., et maîtrisant la métallurgie du fer. Ils dominent et se métissent avec les Khoïsan, devenant la population majoritaire de l'Afrique australe jusqu'à l'arrivée des Néerlandais en 1652. 22 000 ans auparavant,  les Khoïsan représentaient alors la population la plus nombreuse du monde,,.
Après l’arrivée des Bantous, les Khoïsan et leur mode de vie pastoral ou de chasseurs-cueilleurs restent dominants à l'ouest de la Fish River, en actuelle Afrique du Sud, et dans les déserts alentour, où le climat entrave le développement de l'agriculture bantoue, mieux adaptée à des étés humides qu'aux pluies d'hiver de la région. 
Durant la période coloniale, les Khoïsan survivent dans ce qui est désormais l'Afrique du Sud, la Namibie et le Botswana. Aujourd'hui, beaucoup de San vivent dans le désert du Kalahari, où ils sont en mesure de préserver leur culture et leur mode de vie.  Dans les actuelles Afrique du Sud et Namibie, une grande partie des métis du Cap, des Xhosa et des Tswanas sont d'ascendance partiellement Khoïsan, dépassant de loin, en nombre, les populations Khoïsan proprement dites.

## Linguistique
Une des preuves de la présence originelle des Khoïsan en Afrique australe est la répartition actuelle de leurs langues. Les langues du groupe khoïsan présentent d'importantes différences de structure et de vocabulaire en dépit de leur grande proximité géographique, ce qui démontre une longue période d'influences réciproques et de coévolution des langues dans la même région. Par opposition, les langues des peuples d'origine bantoue de la région, telles celles des Zoulous et des Xhosa, sont très semblables. Cela indique une ascendance commune beaucoup plus récente pour le groupe bantou de la région. Les Xhosa et les Zoulous ont adopté les « clics » représentant les consonnes, caractéristiques des langues khoïsan, ainsi qu'une partie du vocabulaire, dans leurs langues respectives.

## Génétique et biologie

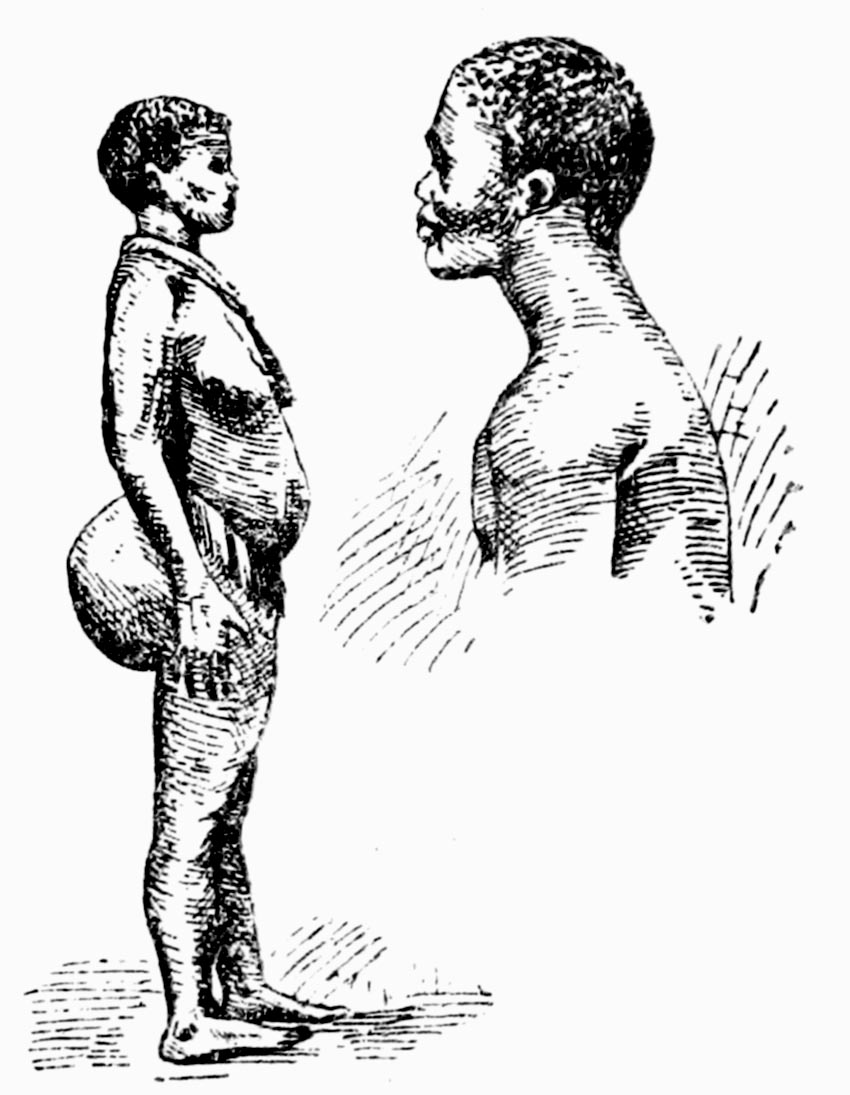
Femme Khoïkhoï stéatopyge (vers 1900). Encyclopédie Orgelbrand.

Charles Darwin écrit à propos des Khoïsan et de la sélection sexuelle dans son ouvrage de 1882, La Filiation de l'homme, arguant que la stéatopygie participe à l'évolution au travers de la sélection sexuelle chez l'homme.
Dans les années 1990, des études génétiques sur les peuples du monde montrent que le chromosome Y des San partage certains modèles de polymorphisme distincts de toutes les autres populations. Du fait que le chromosome Y se transmet avec peu d'altérations d'une génération à l'autre, les tests génétiques sur l'ADN l'utilisent pour déterminer quand les différents sous-groupes se sont séparés les uns des autres et, donc, leur ascendance commune. Les auteurs de ces études suggèrent que les San sont l'une des premières populations à se différencier du dernier ancêtre commun à tous les humains existants par filiation patrilinéaire, l'Adam Y chromosomique, dont on estime qu'il vécut il y a 60 à 90 000 ans,. Les auteurs notent également que leurs résultats doivent être interprétés comme se limitant à constater que les Khoisan « préservent des lignées anciennes » et non pas qu'ils ont « cessé d'évoluer » ou qu'ils sont « anciens », puisque les changements ultérieurs de leur population sont parallèles et similaires à ceux de toutes les autres populations humaines. Une population fantôme a été détectée dans le patrimoine génétique des Khoïsan[réf. nécessaire].
Plusieurs études sur le chromosome Y,, confirment que les Khoïsan possèdent les haplogroupes du chromosome Y les plus variés, c'est-à-dire les plus anciens. Ces haplogroupes sont des sous-groupes spécifiques des haplogroupes A et B, les deux branches les plus anciennes de l'arbre du chromosome Y humain. 
De manière similaire aux découvertes faites à l'occasion des études sur le chromosome Y, les recherches pratiquées sur l'ADN mitochondrial montrent aussi que les Khoïsan sont très fréquemment porteurs des plus anciens haplogroupes de l'arbre de l'ADN mitochondrial. Le plus ancien haplogroupe mitochondrial, le L0d, est très fréquent chez les Khoïkhoï et les San,,,.

## Titres fonciers des Khoïsan
Les Khoïsan font partie des nombreux peuples qui ont été dépossédés de leurs terres par les autorités coloniales au xixe et au début du xxe siècle. Après la fin de l'apartheid, le gouvernement sud-africain a autorisé jusqu'en 1998 les familles khoïsan à émettre des revendications territoriales pour les terres spoliées après 1913. Le commissaire adjoint sud-africain aux revendications territoriales, Thami Mdontswa, a déclaré qu'une réforme constitutionnelle serait nécessaire pour permettre aux Khoïsan d'engager des poursuites pour des terres qui leur auraient été enlevées avant le 9 juin 1913.

### Traductions
1. ↑  (en) « Most Khoisan people now speak Afrikaans as their first language. »

### Note
1. ↑  Les San se désignent eux-mêmes par le terme Khoï, qui signifie « homme ».
2. ↑  La plupart des Khoïsan ont désormais l'afrikaans comme langue maternelle[trad 1],[2].

### Sources de l'article
- Jean-Claude Fritz et Raphaël Porteilla, « Les Khoisan d'Afrique Australe », dans Jean-Claude Fritz, Frédéric Deroche, Gérard Fritz, Raphaël Porteilla (éds.), La Nouvelle Question Indigène, Peuples autochtones et ordre mondial, L’Harmattan, 2005.  — Extrait en ligne sur gitpa.org.
- (en) Richard Borshay Lee et Irven DeVore, Kalahari Hunter-Gatherers : Studies of the !Khoi San and Their Neighbors, Harvard University Press, 1976.
- (en) Alan Barnard, Hunters and Herders of Southern Africa : A Comparative Ethnography of the Khoisan Peoples, Cambridge University Press, 1992.
- (en) Jared Diamond, Guns, Germs, and Steel : The Fates of Human Societies [« De l'inégalité parmi les sociétés »], New York, W.W. Norton & Company, 1999, 532 p. (ISBN 0-393-31755-2).
- Jared Diamond (trad. de l'anglais par Pierre-Emmanuel Dauzat), De l'inégalité parmi les sociétés [« Guns, Germs, and Steel »], Gallimard, coll. « NRF / Essais », 2000, epub.
- (en) MF Hammer, TM Karafet, AJ Redd, H Jarjanazi, S Santachiara-Benerecetti, H Soodyall et SL Zegura, « Hierarchical patterns of global human Y-chromosome diversity », Molecular Biology and Evolution, vol. 18, no 7,‎ 2001, p. 1189–1203 (PMID 11420360, DOI 10.1093/oxfordjournals.molbev.a003906).
- (en) Hie Lim Kim, Aakrosh Ratan, George H. Perry, Alvaro Montenegro, Webb Miller et Stephan C. Schuster, « Khoisan hunter-gatherers have been the largest population throughout most of modern-human demographic history », Nature,‎ 4 décembre 2014 (DOI 10.1038/ncomms6692, lire en ligne).
- (en) Ann Gibbons, « Dwindling African tribe may have been most populous group on planet », Science,‎ 4 décembre 2014 (lire en ligne).
- (en) Richard Borshay Lee, The !Kung San : Men, Women, and Work in a Foraging Society, Cambridge, Cambridge University Press, 1979.
- (en) Christian Parkinson, « The first South Africans fight for their rights », BBC News, 14 juin 2016.
- (en) Charles Darwin, The Descent of Man and Selection in Relation to Sex [« La Filiation de l'homme et la sélection liée au sexe »], Londres, John Murray, 1882 (lire en ligne).
- (en) Stephan C. Schuster et al., « Complete Khoisan and Bantu genomes from southern Africa », Nature, vol. 463,‎ 18 février 2010, p. 943-947 (DOI 10.1038/nature08795, lire en ligne).
- (en) Hillary Mayell, « Documentary Redraws Humans' Family Tree », National Geographic,‎ décembre 2002 (lire en ligne).
- (en) Mark Schoofs, « Fossils in the Blood », The Body, 4 avril 2000.
- (en) Alec Knight, Peter A. Underhill, Holly M. Mortensen, Lev A. Zhivotovsky, Alice A. Lin, Brenna M. Henn, Dorothy Louis, Merritt Ruhlen et Joanna L. Mountain, « African Y chromosome and mtDNA divergence provides insight into the history of click languages », Current Biology, vol. 13, no 6,‎ 2003, p. 464–473 (PMID 12646128, DOI 10.1016/S0960-9822(03)00130-1).
- (en) T. Naidoo, C.M. Schlebusch, H. Makkan, P. Patel, R. Mahabeer, J.C. Erasmus et H. Soodyall, « Development of a single base extension method to resolve Y chromosome haplogroups in sub-Saharan African populations », Investigative Genetics, vol. 1, no 1,‎ 2010, p. 6 (PMID 21092339, PMCID 2988483, DOI 10.1186/2041-2223-1-6).
- (en) Y.S. Chen, A. Olckers, T.G. Schurr, A.M. Kogelnik, K. Huoponen et D.C. Wallace, « mtDNA variation in the South African Kung and Khwe, and their genetic relationships to other African populations », The American Journal of Human Genetics, vol. 66, no 4,‎ 2000, p. 1362–1383 (PMID 10739760, PMCID 1288201, DOI 10.1086/302848).
- (en) S.A. Tishkoff, M.K. Gonder, B.M. Henn, H. Mortensen, A. Knight, C. Gignoux, N. Fernandopulle, G. Lema, T.B. Nyambo, U. Ramakrishnan, F.A. Reed et J.L. Mountain, « History of click-speaking populations of Africa inferred from mtDNA and Y chromosome genetic variation », Molecular Biology and Evolution, vol. 24, no 10,‎ 2007, p. 2180–2195 (PMID 17656633, DOI 10.1093/molbev/msm155, lire en ligne).
- (en) C.M. Schlebusch, T. Naidoo et H. Soodyall, « SNaPshot minisequencing to resolve mitochondrial macro-haplogroups found in Africa », Electrophoresis, vol. 30, no 21,‎ 2009, p. 3657–3664 (PMID 19810027, DOI 10.1002/elps.200900197b).
- (en) Mercedes Besent, « Possible constitution changes for Khoisan land claims », SABC, 16 octobre 2013 (consulté le 21 novembre 2016).
- Nathaniel Herzberg, « Quand la majorité de la population mondiale était « bushman » : les chasseurs-cueilleurs Khoisan d’Afrique australe sont restés le plus important groupe humain jusqu’à il y a 22 000 ans », Le Monde,‎ 5 décembre 2014 (lire en ligne).
- François-Xavier Fauvelle-Aymar, L'invention du Hottentot : histoire du regard occidental sur les Khoisan, XVe – XIXe siècle, Publications de la Sorbonne, 2002.
- « Afrique du Sud : histoire », Encyclopédie Larousse en ligne.